# Högskolan för scen och musik vid Göteborgs universitet
Högskolan för scen och musik vid Göteborgs universitet er en institution indenfor det kunstneriske fakultet ved Göteborgs universitet. Institutionen uddanner musikere, musikundervisere og fagfolk i kreative fag, eksempelvis kirkemusikere, komponister, musikalske kunstnere, operasangere og skuespillere. Uddannelsen af musical-performere er Sveriges eneste på universitetsniveau.
Den postgraduate uddannelse indenfor musikalsk gestaltning samt musikpædagogik, udbydes ligeledes ved Högskolan.

## Historien
Högskolan för scen och musik blev grundlagt i 2005 ved en fusion af de tidligere institutioner musikhögskolan, teaterhögskolan og operahögskolan samt selskabet bag opførelsen af institutionens bygning Artisten.

## Fagområder
Musikområdet omfatter de uddannelser, der tidligere hørte under Musikhögskolan. Blandt uddannelseslederne er navne som Lars Brandström, Bengt Eklund, Ingemar Henningsson, Anders Hultqvist, Anne Johansson, Lars Ohlsson, Bengt Olsson, Gunno Palmqvist, Ann-Marie Rydberg, Robert Schenck, Henrik Tobin og Anders Tykesson.
Til scenekunstområdet regnes de uddannelser, som tidligere hørte under Teater- och Operahögskolan. Lederne gennem tiden har blandt andet været Derek Barnes, Lars Barringer, Iwar Bergkwist, Harald Ek, Vernon Mound, Pia Muchin, Ola Nilsson, Per Nordin, Gugge Sandström, Maria Schildknecht, Bo Swedberg, Karl-Magnus Thulstrup og Frantisek Veres.
Masteruddannelsen i symfonisk orkesterspil, oprindeligt benævnt Swedish National Orchestra Academy (SNOA), blev skabt at universitetsrektoren Ingemar Henningsson i et samarbejde med Göteborgs Symfoniker, med lærere ved den daværende Musikhögskolan vid Göteborgs universitet samt dirigenterne Herbert Blomstedt og B. Tommy Andersson. Uddannelsen er 2-årig og omfatter blandt andet otte til ni projekter pr. studieår med University of Gothenburg Symphony Orchestra. De studerende rekrutteres internationalt, og undervisningen foregår på engelsk. Træningen foregår i samarbejde med Göteborgs Symfoniker og Göteborgsoperans orkester. De kunstnerisk ansvarlige på denne uddannelse har været B. Tommy Andersson, Kjell Ingebretsen og Henrik Schaefer (nuværende).

## Universitetsrektorer
- 2023– Jesper Lundgren[2]
- 2017–2023 Petra Frank[3]
- 2014–2016 Mist Þorkelsdóttir
- 2010–2013 Staffan Rydén
- 2007–2009 Helena Wessman
- 2005–2006 Ingemar Henningsson (rektor Musikhögskolan 1998–2005)